# Autoroute AP-68 (Espagne)
L'autoroute de l'Ebre AP-68 appelée aussi Autopista Vasco-Aragonesa est une autoroute transversale espagnole intégralement payante reliant le Pays basque et l'Aragon. Elle débute dans la banlieue sud de Bilbao où elle rejoint l'AP-8 et rejoint l'AP-2 à hauteur de Saragosse. L'autoroute croise l'AP-1 à proximité de Miranda de Ebro, passe à proximité de Logroño, chef-lieu de la Rioja et croise l'AP-15 à proximité de Tudela.
Elle suit le cours de l'Ebre le long de son parcours.

## Tracé
- L'AP-68 débute au sud de Bilbao et descend vers le sud jusqu'à Miranda de Ebro ou elle croise l'AP-1.
- Quelques kilomètres plus loin elle contourne Logroño par le sud alors qu'à hauteur de Tudela vient se connecter l'AP-15 (Pampelune - Saragosse).
- À partir de là et jusqu'à Mallen, l'AP-68 double l'A-68 pendant 33 km.
- Dans sa dernière partie, l'AP-68 arrive dans la province de Saragosse et double une fois de plus l'A-68 à partir de Figueruelas et ce jusqu'à Saragosse où elle se connecte pour terminer son parcours à la rocade de Saragosse Z-40.

## Parcours
- Échangeur autoroutier entre AP-68 et A-8 (Santander - Gijón) (de et vers Bilbao); début de l'A-68
- Début de la 2x3 voies jusqu'à  5
- 1 à 5 km : Basauri ( BI-625 ) - Arrigorriaga - Ugao-Miraballes - Saint-Sébastien (AP-8)
- Aire de service Arrigorriaga (dans les deux sens) à 6 km
- 2 (de et vers Bilbao) à 11 km : Areta, Arrankudiaga ( BI-625 )
- Aire de repos Arakaldo (dans les deux sens) à 12 km
- 3 à 14 km : Laudio, Orozko ( A-625 ) +  Péage de Areta (à système fermé)
- Aire de repos Amurrio (dans les deux sens) à 24 et 25 km
- 4 (de et vers Saragosse) à 30 km : Amurrio, Ziorraga ( A-624 )
- 5  Échangeur autoroutier entre AP-68 et  N-622  : Vitoria-Gasteiz - Pampelune (A-10) +  Aire de service Altube (dans les deux sens) à 37 km
- Aire de repos Kuartango (dans les deux sens) à 47 km
- 6 à 54 km : Subijana-Morillas - Pobes - Nanclares de la Oca
- Aire de service Igay (dans les deux sens) à 64 km
- 7  Échangeur autoroutier entre AP-68 et AP-1 à 68 km : Burgos - Madrid - Vitoria-Gasteiz
- 8 à 72 km : Miranda de Ebro, Zambrana ( N-124 )
- Pont sur l'Ebre, Passage du Pays Basque à La Rioja
- Aire de repos Haro (dans les deux sens) à 81 km
- 9 à 87 km : Haro, Santo Domingo de la Calzada ( N-126 )
- Aire de repos Gimileo (dans les deux sens) à 93 km
- Aire de service San Asensio (dans les deux sens) à 100 km
- 10 à 111 km : Cenicero, Nájera ( N-232 )
- Aire de repos Fuenmayor (dans les deux sens) à 115 km
- 11 à 119 km : Navarrete, Fuenmayor ( LR-137 )
- Aire de repos Lardero (dans les deux sens) à 125 km
- 12 à 127 km : Logroño (SO-20) - Soria ( N-111 )
- Aire de service Logroño (dans les deux sens) à 136 km
- 12B à 137 km : Pampelune, Logroño (SO-20)
- 13 à 143 km : Agoncillo - Aéroport de Logroño ( N-232 )
- Aire de repos Ausejo (dans les deux sens) (km 154)
- Passage de La Rioja à la Navarre
- 14 (de et vers Saragosse) à 164 km : Lodosa, Pradejón ( NA-123 )
- Aire de repos Lodosa (dans les deux sens) à 165 km
- Passage de la Navarre à la Rioja
- 15 à 175 km: Calahorra, Arnedo ( LR-134 )
- Aire de service Calahorra (dans les deux sens) à 176 km
- Aire de repos Aldeanueva de Ebro (dans les deux sens) à 186 km
- Aire de repos Alfaro (dans les deux sens) à 196 km
- Passage de La Rioja à la Navarre
- 16 à 202 km : Corella, Alfaro ( NA-6920 )
- Aire de repos Corella (dans les deux sens) à 206 km
- 17  Échangeur autoroutier entre AP-68 et AP-15 à 208 km : Pampelune - Soria
- Aire de repos Murchante (dans les deux sens) à 213 km
- 18 à 219 km : Tudela, Tarazona ( N-121 )
- Aire de service Tudela (dans les deux sens) à 222 km
- Passage de la Navarre à l'Aragon
- Aire de repos Mallén (dans les deux sens) à 240 km
- 19 à 249 km  : Borja, Gallur ( N-122 )
- Aire de service Gallur (dans les deux sens) à 254 km
- Aire de repos Pedrola (dans les deux sens) à 261 km
- Aire de repos Figueruelas (dans les deux sens) à 270 km
- 20 (depuis Bilbao et vers les deux sens) à 272 km : Alagón, Figueruelas (A-68)
- Péage de Figueruelas (à système fermé) +  22 (de et vers Saragosse) à 274 km : Alagón, Tauste ( A-126 )
- Aire de service Sobradiel (dans les deux sens) à 283 km
- 22/246 (sortie de l'A-68)  Échangeur autoroutier entre AP-68 et A-68 (de et vers Saragosse) à 291 km : Soria, Pampelune, Logroño (itinéraire alternatif) - Utebo ( Z-32 )
- 243/244  Échangeur autoroutier entre A-2/Z-40 (périphérique de Saragosse) et A-68/AP-68 à 294 km
- 242 (depuis Bilbao et vers les deux sens) à 295 km : Saragosse-Ronda de Hispanidad
- Fin de l'AP-68, entrée dans Saragosse à la Gare de Saragosse-Delicias